# Tochiazuma Daisuke
Tochiazuma (II) Daisuke (栃東 大裕 en japonés, nacido el 9 de noviembre de 1976 como Shiga Daisuke (志賀 大裕 en japonés) en Tokio, Japón) es un exluchador de sumo. Hizo su debut profesional en noviembre de 1994, llegando a makuuchi apenas 2 años después de su debut, después de ganar 1 yūshō en todas las divisiones inferiores. Después de haber ganado 12 sanshōs y 4 kinboshis, llegó a su rango más alto que fue el de ōzeki en 2002, y ganó 3 yūshōs en makuuchi antes de retirarse en 2007 a la edad de 30 años, por razones de salud. En 2009 se convirtió en oyakata de la Tamanoi beya.

## Inicios de su carrera
Nacido en Adachi, Tochiazuma es el hijo menor del ex sekiwake y ganador del torneo de enero de 1972 Tochiazuma Tomoyori, quien fue el primer portador del shikona de "Tochiazuma". Después de su carrera, el padre de Daisuke se convirtió en toshiyori de la Asociación de Sumo del Japón con el kabu de Tamanoi Tomoyori, y creó su propia heya, de la que su hijo era miembro.
Un joven Tochiazuma entró al sumo profesional en noviembre de 1994, usando su nombre real como su shikona. Tuvo un crecimiento muy rápido, ganado sus primeros 26 combates (igualando el récord de Itai), y llegó a jūryō en 1996, solo 9 torneos después de su debut. En ese momento adoptó el shikona de su padre.
Irrumpió en la parte superior de makuuchi a finales de ese año y ganó 1 kanto-shō en su primer torneo. En julio de 1997, Tochiazuma debutó en el sanyaku y fue sekiwake la mayor parte del tiempo de los siguientes torneos, a pesar de que rebotó hacia atrás y adelante varias veces debido a las lesiones. Ganó 12 sanshōs, incluyendo 7 gino-shōs.

## Ōzeki
Después de haber conseguido los dobles dígitos respecto a victorias en 3 torneos seguidos y haber obtenido 2 subcampeonatos (2 jun-yūshōs) consecuitvos, Tochiazuma fue ascendido a ōzeki por primera vez en enero de 2002 e inmediatamente ganó su primer yūshō, exactamente 30 años después de que su padre ganara su primer y único yūshō. Fue el primer ōzeki en salir campeón en su debut, desde que Kiyokuni lo lograse en 1969. También se convirtió en el primer luchador en ganar los yūshōs de las 6 divisiones del sumo profesional desde que Haguroyama lo lograse en 1941. Tochiazuma ganaría otro 2 yūshōs más en noviembre de 2003 y enero de 2006. Sin embargo, nunca ganó 2 torneos consecutivos, ni pudo lograr un "rendimiento equivalente" en 3 torneos consecutivos, que son necesarios para el ascenso a yokozuna. Su yūshō ganado en enero de 2006, impidió que Asashōryū lograse su octavo yūshō consecutivo, cortando así su racha de yūshōs ganados de manera consecutiva; pero Tochiazuma terminaría ubicado en tercer puesto para el siguiente torneo. Fue el último rikishi japonés de nacimiento en ganar un yūshō de makuuchi en la década del 2000.
Tochiazuma también tiene el récord de haber recuperado más veces el grado de ōzeki después de haber sido degradado a sekiwake. Perdió su grado de ōzeki 2 veces debido a las lesiones, pero logró obtener al menos 10 victorias como mínimo en el torneo siguiente para poder recuperarlo. Es el único luchador que lo ha logrado desde que se introdujeron las actuales normas sobre la promoción y descenso de ōzeki. Su ascenso final a ōzeki en 2005 fue espectacular, ya que incluso su propia heya le había sugerido que la lesión en su omóplato que sufrió en noviembre de 2004 podría significar el fin de su carrera.
Tenía una gran fuerza, así como habilidad técnica, y fue uno de los pocos rikishis que puso en problemas a Asashōryū cuando estaba en su mejor momento como yokozuna, derrotándolo 6 veces entre 2003 y 2006.

## Estilo de lucha
Tochiazuma tenía un estilo versátil, era igualmente de hábil para usar los kimarites yotsu y tsuki/oshi. Al inicio de su carrera se le consideró como un oshi-sumo especialista, y el oshi-dashi fue el kimarite que usó con más frecuencia en general, pero también ganó muchas peleas usando el yori-kiri. Sus kimarites favoritos eran el hdari-yotsu, el uwatenage y el uwatedashinage.

## Retiro del sumo
A finales de 2006, Tochiazuma se sometió a una cirugía de rodilla, dejándolo con poco tiempo para participar el torneo de enero de 2007. Logró solamente 5 victorias, pero mantuvo su grado de ōzeki al obtener 8 victorias en marzo. Sin embargo se retiró a los 12 días y fue admitido en el hospital, quejándose de dolores de cabeza y mareos. Fue diagnosticado con hipertensión arterial alta, y un escáner cerebral reveló que había sufrido un leve accidente cerebrovascular. El 7 de mayo de 2007, Tochiazuma anunció su retiro del sumo. Mantuvo su shikona de transición de Tochizauma en su rol de oyakata, que como ōzeki están autorizados a hacerlo durante 3 años.
Su danpatsu-shiki se llevó a cabo el 2 de febrero de 2008 en el Ryōgoku Kokugikan, con alrededor de 10.000 personas asistentes al evento. Viniendo de Tokio, tenía un gran número de fanes en la capital, y el evento fue un sell-out. Había perdido una gran cantidad apreciable de peso desde su retiro.
Sobre el retiro de su padre en septiembre de 2009, se convirtió en Tamanoi Oyakata, y se hizo cargo de la Tamanoi beya. En julio de 2011 ascendió a makuuchi su pupilo Fujiazuma, y el veterano Yoshiazuma lo lograría en el siguiente torneo.

## Familia
En diciembre de 2008 se casó con una exempleada de oficina de 31 años, y la recepción se celebró en febrero de 2009.

## Historial[5]
| Año (Honbasho) | Hatsu Basho (Enero) (ciudad de Tokio) | Haru Basho (Marzo) (ciudad de Osaka) | Natsu Basho (Mayo) (ciudad de Tokio) | Nagoya Basho (Julio) (ciudad de Nagoya) | Aki Basho (Septiembre) (ciudad de Tokio) | Kyushu Basho (Noviembre) (ciudad de Fukuoka) | Victorias / Derrotas / Ausencias |
| 1994           | ─                                     | ─                                    | ─                                    | ─                                       | ─                                        | Maezumo Hatsu Dohyō 0 - 0                    | 0 - 0                            |
| 1995           | Jonokuchi 47 Oeste 4 - 0 - 3          | Jonokuchi 3 Este 7 - 0               | Jonidan 20 Este 7 - 0                | Sandanme 32 Este 7 - 0                  | Makushita 23 Este 3 - 4                  | Makushita 31 Oeste 7 - 0                     | 35 - 4 -3                        |
| 1996           | Makushita 3 Oeste 5 - 2               | Makushita 2 Este 5 - 2               | Jūryō 12 Este 10 - 5                 | Jūryō 5 Este 10 - 5                     | Jūryō 3 Oeste 12 - 3                     | Maegashira 15 Oeste 10 - 5                   | 52 - 22                          |
| 1997           | Maegashira 10 Oeste 9 - 6             | Maegashira 4 Oeste 6 - 9             | Maegashira 6 Este 11 - 4             | Komusubi 2 Oeste 9 - 6                  | Sekiwake 1 Oeste 10 - 5                  | Sekiwake 1 Este 10 - 5                       | 52 - 38                          |
| 1998           | Sekiwake 1 Oeste 11 - 4               | Sekiwake 1 Este 2 - 4 - 9            | Maegashira 5 Oeste 0 - 0 - 15        | Maegashira 5 Oeste 8 - 7                | Maegashira 1 Oeste 8 - 7                 | Maegashira 1 Este 10 - 5                     | 39 - 27 - 24                     |
| 1999           | Komusubi 1 Oeste 9 - 6                | Komusubi 1 Este 8 - 7                | Komusubi 1 Este 10 - 5               | Sekiwake 2 Este 6 - 9                   | Maegashira 1 Este 10 - 5                 | Sekiwake 1 Oeste 10 - 5                      | 53 - 37                          |
| 2000           | Sekiwake 1 Oeste 8 - 7                | Sekiwake 2 Oeste 8 - 7               | Sekiwake 1 Oeste 9 - 6               | Sekiwake 1 Oeste 12 - 3                 | Sekiwake 1 Este 2 - 4 - 9                | Maegashira 4 Oeste 0 - 0 - 15                | 39 - 27 - 24                     |
| 2001           | Maegashira 4 Oeste 10 - 5             | Komusubi 1 Este 9 - 6                | Sekiwake 1 Oeste 9 - 6               | Sekiwake 1 Este 10 - 5                  | Sekiwake 1 Este 12 - 3                   | Sekiwake 1 Este 12 - 3                       | 62 - 28                          |
| 2002           | Ōzeki 2 Oeste 13 - 2                  | Ōzeki 1 Este 10 - 5                  | Ōzeki 1 Oeste 10 - 5                 | Ōzeki 2 Este 3 - 2 - 10                 | Ōzeki 1 Oeste 0 - 0 - 15                 | Ōzeki 3 Este 8 - 7                           | 44 - 21 - 25                     |
| 2003           | Ōzeki 2 Este 0 - 6 - 9                | Ōzeki 1 Oeste 0 - 0 - 15             | Ōzeki 2 Oeste 8 - 7                  | Ōzeki 2 Oeste 7 - 8                     | Ōzeki 2 Oeste 10 - 5                     | Ōzeki 1 Oeste 13 - 2                         | 38 - 28 - 24                     |
| 2004           | Ōzeki 1 Este 9 - 6                    | Ōzeki 2 Este 0 - 3 - 12              | Ōzeki 2 Oeste 0 - 0 - 15             | Sekiwake 2 Oeste 10 - 5                 | Ōzeki 2 Oeste 2 - 2 - 11                 | Ōzeki 2 Oeste 3 - 3 - 9                      | 24 - 19 - 47                     |
| 2005           | Sekiwake 2 Oeste 11 - 4               | Ōzeki 2 Oeste 10 - 5                 | Ōzeki 1 Oeste 12 - 3                 | Ōzeki 1 Este 9 - 6                      | Ōzeki 1 Oeste 10 - 5                     | Ōzeki 1 Este 2 - 2 - 11                      | 54 - 25 - 11                     |
| 2006           | Ōzeki 2 Este 14 - 1                   | Ōzeki 1 Este 12 - 3                  | Ōzeki 1 Este 2 - 5 - 8               | Ōzeki 3 Oeste 8 - 7                     | Ōzeki 3 Oeste 9 - 6                      | Ōzeki 2 Este 10 - 5                          | 55 - 27 - 8                      |
| 2007           | Ōzeki 1 Oeste 5 - 10                  | Ōzeki 3 Oeste 8 - 4 - 3              | Ōzeki 2 Oeste 0 - 0 - 15             | ─                                       | ─                                        | ─                                            | 13 - 14 - 18                     |